# 701424 Piotrguzik
701424 Piotrguzik este o planetă minoră (asteroid) din centura de asteroizi. A fost descoperită pe 2 decembrie 2013 la  de . 
Obiectul prezintă o orbită caracterizată de o semiaxă mare de 2,6953974587856 UAi, o excentricitate de 0,21847426194623, o înclinație de 12,101867110161 ° în raport cu ecliptica.